# Roberto Romei (calciatore)
Roberto Romei (Genova, 1º settembre 1957 – Genova, 4 aprile 2025) è stato un calciatore italiano, di ruolo terzino.

## Carriera
Terzino di grande temperamento e tenacia, soprannominato Picchia dai tifosi per la sua irruenza e qualche rudezza di troppo, cresce calcisticamente nelle giovanili della Sampdoria, esordisce con i blucerchiati in Serie A il 18 maggio 1975, ultima giornata del campionato 1974-1975, in occasione della sconfitta interna (3-4) contro la Fiorentina.
Dopo una stagione senza scendere in campo in incontri di campionato, viene prestato prima all'Alessandria in Serie C e poi alla Pistoiese in Serie B, prima di far ritorno alla Samp, nel frattempo retrocessa fra i cadetti.
Resta a Genova per altre due stagioni, fra le più buie della storia della Sampdoria (concluse con un nono e un settimo posto in Serie B), quindi nell'estate 1980 viene ceduto al Pescara, appena retrocesso dalla A, con cui disputa altre due stagioni in cadetteria, la seconda delle quali (annata 1981-1982) chiusa all'ultimo posto. Prosegue quindi la carriera in Serie C e la termina nell'Imperia in Serie D, sfiorando la promozione in Serie C2.
In carriera, oltre all'unica presenza in massima serie, ha totalizzato 104 presenze e 4 reti in Serie B.
Cessata l'attività agonistica, ha intrapreso un'attività commerciale a Genova nel settore dell'idraulica.